# Temporada da Stock Car Brasil de 1998
O Campeonato Stock Car de 1998 foi a 20ª edição promovida pela Confederação Brasileira de Automobilismo (CBA) da principal categoria do automobilismo brasileiro.

## Contexto histórico
Foi criada em 1977 para ser uma alternativa à extinta Divisão 1, que corria com as marcas Chevrolet (Opala) e Ford (Maverick). Isso ocorreu pelo desinteresse do público e dos patrocinadores por se tornar uma categoria monomarca, dada a superioridade dos modelos Chevrolet. Para que isso não ocorresse, a General Motors criou uma nova categoria, que unia desempenho e sofisticação. O nome foi um golpe de mestre, pois além de emular o nome da famosa categoria americana, a NASCAR, desviava a atenção da marca única.
A primeira prova ocorreu em 22 de abril de 1979, no Autódromo de Tarumã, no Rio Grande do Sul. A criação da categoria foi a melhor resposta a um antigo anseio de uma comunidade apaixonada por carros de corrida, ou seja, uma categoria de Turismo que unisse desempenho e sofisticação.

## Regulamento
O regulamento foi criado para limitar os custos, procurando equilíbrio, sem comprometer as performances dignas das competições internacionais.

## Vencedor
O vencedor foi o piloto Ingo Hoffmann.

## Equipes e pilotos
| Equipe                     | Construtor | Carro                      | Pneu | N.° | Nome do piloto          | Rodada         |
| -------------------------- | ---------- | -------------------------- | ---- | --- | ----------------------- | -------------- |
| WB Motorsports             | Chevrolet  | Omega GM V6 4,1L Carburado | C    | 43  | Carlos Augusto Falletti | Todas          |
| WB Motorsports             | Chevrolet  | Omega GM V6 4,1L Carburado | C    | 71  | Chico Serra             | Todas          |
| JF Racing                  | Chevrolet  | Omega GM V6 4,1L Carburado | P    | 22  | Paulo Gomes             | Todas          |
| JF Racing                  | Chevrolet  | Omega GM V6 4,1L Carburado | P    | 87  | Edgar Colamarino        | 1-6 e 9-10     |
| Spinelli Racing            | Chevrolet  | Omega GM V6 4,1L Carburado | M    | 63  | Fábio Sotto Mayor       | Todas          |
| Action Power Racing        | Chevrolet  | Omega GM V6 4,1L Carburado | M    | 1   | Ingo Hoffmann           | Todas          |
| Action Power Racing        | Chevrolet  | Omega GM V6 4,1L Carburado | M    | 37  | Arioldo Castilho        | 8-9            |
| Giaffone Motorsport        | Chevrolet  | Omega GM V6 4,1L Carburado | C    | 83  | Fausto Bessa            | Todas          |
| Giaffone Motorsport        | Chevrolet  | Omega GM V6 4,1L Carburado | C    | 82  | Afonso Rangel           | 6 e 10         |
| Boettger Competições       | Chevrolet  | Omega GM V6 4,1L Carburado | P    | 41  | Alessandro Weiss        | Todas          |
| Boettger Competições       | Chevrolet  | Omega GM V6 4,1L Carburado | P    | 90  | Jared Wilson            | 9              |
| RC Competições             | Chevrolet  | Omega GM V6 4,1L Carburado | B    | 99  | José Bel Camilo         | 1-6 e 9-10     |
| RC Competições             | Chevrolet  | Omega GM V6 4,1L Carburado | B    | 19  | Gustavo Checher         | 4 e 10         |
| Team Medley                | Chevrolet  | Omega GM V6 4,1L Carburado | M    | 9   | Xandy Negrão            | Todas          |
| Team Medley                | Chevrolet  | Omega GM V6 4,1L Carburado | M    | 66  | Cristiano Tock          | 7              |
| A. Jardim Competições      | Chevrolet  | Omega GM V6 4,1L Carburado | P    | 20  | Adalberto Jardim        | Todas          |
| Scuderia 111               | Chevrolet  | Omega GM V6 4,1L Carburado | C    | 72  | José Fernando Parra     | Todas          |
| Team Bardahl Academy       | Chevrolet  | Omega GM V6 4,1L Carburado | C    | 75  | Ariel Barranco          | Todas          |
| Team Bardahl Academy       | Chevrolet  | Omega GM V6 4,1L Carburado | C    | 65  | Maurício Lobatto        | 10             |
| CarXpert Prüstel GP        | Chevrolet  | Omega GM V6 4,1L Carburado | C    | 40  | Danielli Molinari       | Todas          |
| BOE Owlride Autosport      | Chevrolet  | Omega GM V6 4,1L Carburado | P    | 25  | Carlos Cunha            | Todas          |
| BOE Owlride Autosport      | Chevrolet  | Omega GM V6 4,1L Carburado | P    | 60  | Carlos Girolla          | 1-3            |
| Rivacold Snipers Team      | Chevrolet  | Omega GM V6 4,1L Carburado | M    | 30  | Laércio Justino         | 7-8 e 10       |
| Leopard Impala Racing Team | Chevrolet  | Omega GM V6 4,1L Carburado | C    | 47  | Ana Mello               | Todas          |
| Leopard Impala Racing Team | Chevrolet  | Omega GM V6 4,1L Carburado | C    | 92  | César Fonseca           | 9              |
| Ongetta SIC58 Squadracorse | Chevrolet  | Omega GM V6 4,1L Carburado | C    | 7   | Ricardo Etchenique      | Todas          |
| Ongetta SIC58 Squadracorse | Chevrolet  | Omega GM V6 4,1L Carburado | C    | 84  | Fernando Giordano       | 9              |
| Italtrans Racing Team      | Chevrolet  | Omega GM V6 4,1L Carburado | C    | 11  | José Valentini          | Todas          |
| Italtrans Racing Team      | Chevrolet  | Omega GM V6 4,1L Carburado | C    | 74  | Marcelo Romani          | 8              |
| Flexbox HP40 Motorsport    | Chevrolet  | Omega GM V6 4,1L Carburado | C    | 54  | Carlos Alves            | Todas          |
| Flexbox HP40 Motorsport    | Chevrolet  | Omega GM V6 4,1L Carburado | C    | 93  | Rodrigo Detillo         | 10             |
| Elf Marc VDS Racing Team   | Chevrolet  | Omega GM V6 4,1L Carburado | C    | 48  | Carlos Tigueis          | 3, 5-6, 8 e 10 |
| IMX Racing                 | Chevrolet  | Omega GM V6 4,1L Carburado | C    | 59  | Pietro Garniero         | Todas          |
| Unimed Racing              | Chevrolet  | Omega GM V6 4,1L Carburado | P    | 76  | José Campanella         | Todas          |
| Unimed Racing              | Chevrolet  | Omega GM V6 4,1L Carburado | P    | 51  | Khayan Ghazzaoui        | 8 e 10         |
| Equipe Golden Cross        | Chevrolet  | Omega GM V6 4,1L Carburado | B    | 73  | Fausto Camacho          | 3-5, 7 e 10    |
| Santander Motorsport       | Chevrolet  | Omega GM V6 4,1L Carburado | M    | 38  | Flávio Trindade         | 1-2 e 4-10     |
| Team Bradesco              | Chevrolet  | Omega GM V6 4,1L Carburado | P    | 57  | Rodney Felicio          | Todas          |
| Team Bradesco              | Chevrolet  | Omega GM V6 4,1L Carburado | P    | 80  | Pablo Marçal            | 8              |
| Unicred Corporation        | Chevrolet  | Omega GM V6 4,1L Carburado | G    | 39  | Newton Grillo           | 4 e 10         |

## Calendário e resultados

### Etapas
Nesta temporada, a Stock Car Brasil se inspirou no DTM e criou o calendário com duas corridas por etapa, com pontuação individual.
| #  | Circuito             | Data           | Pole Position    | Volta mais rápida       | Piloto Vencedor | Equipe Vencedora    |
| -- | -------------------- | -------------- | ---------------- | ----------------------- | --------------- | ------------------- |
| 1  | GP de Curitiba       | 8 de março     | Adalberto Jardim | Chico Serra             | Ingo Hoffmann   | Action Power Racing |
| 1  | GP de Curitiba       | 8 de março     | Ingo Hoffmann    | Ricardo Etchenique      | Ingo Hoffmann   | Action Power Racing |
| 2  | GP de São Paulo      | 26 de abril    | Ingo Hoffmann    | Chico Serra             | Paulo Gomes     | JF Racing           |
| 2  | GP de São Paulo      | 26 de abril    | Ingo Hoffmann    | Paulo Gomes             | Ingo Hoffmann   | Action Power Racing |
| 3  | GP de Viamão         | 17 de maio     | Ingo Hoffmann    | Carlos Augusto Falletti | Ingo Hoffmann   | Action Power Racing |
| 3  | GP de Viamão         | 17 de maio     | Adalberto Jardim | Ingo Hoffmann           | Ingo Hoffmann   | Action Power Racing |
| 4  | GP de Goiânia        | 7 de junho     | Ingo Hoffmann    | Fábio Sotto Mayor       | Paulo Gomes     | JF Racing           |
| 4  | GP de Goiânia        | 7 de junho     | Xandy Negrão     | Xandy Negrão            | Xandy Negrão    | Team Medley         |
| 5  | GP do Rio de Janeiro | 12 de julho    | Paulo Gomes      | Adalberto Jardim        | Paulo Gomes     | JF Racing           |
| 5  | GP do Rio de Janeiro | 12 de julho    | Paulo Gomes      | Danielli Molinari       | Paulo Gomes     | JF Racing           |
| 6  | GP de São Paulo      | 09 de agosto   | Carlos Alves     | Ingo Hoffmann           | Ingo Hoffmann   | Action Power Racing |
| 6  | GP de São Paulo      | 09 de agosto   | Paulo Gomes      | Xandy Negrão            | Paulo Gomes     | JF Racing           |
| 7  | GP de Brasília       | 13 de setembro | Adalberto Jardim | Ingo Hoffmann           | Paulo Gomes     | JF Racing           |
| 7  | GP de Brasília       | 13 de setembro | Paulo Gomes      | Paulo Gomes             | Paulo Gomes     | JF Racing           |
| 8  | GP de Curitiba       | 4 de outubro   | Ingo Hoffmann    | Alessandro Weiss        | Ingo Hoffmann   | Action Power Racing |
| 8  | GP de Curitiba       | 4 de outubro   | Paulo Gomes      | Paulo Gomes             | Paulo Gomes     | JF Racing           |
| 9  | GP de Goiânia        | 8 de novembro  | Ingo Hoffmann    | Carlos Alves            | Ingo Hoffmann   | Action Power Racing |
| 9  | GP de Goiânia        | 8 de novembro  | Xandy Negrão     | Xandy Negrão            | Xandy Negrão    | Team Medley         |
| 10 | GP de São Paulo      | 29 de novembro | Ingo Hoffmann    | Ingo Hoffmann           | Ingo Hoffmann   | Action Power Racing |
| 10 | GP de São Paulo      | 29 de novembro | Ingo Hoffmann    | Ingo Hoffmann           | Paulo Gomes     | JF Racing           |

## Classificação

### Campeonato de pilotos
| Pos | Piloto                  | CTB | CTB | SPO | SPO | VIA | VIA | GOI | GOI | RJO | RJO | SPO | SPO | BSB | BSB | CTB | CTB | GOI | GOI | SPO | SPO | Pts |
| --- | ----------------------- | --- | --- | --- | --- | --- | --- | --- | --- | --- | --- | --- | --- | --- | --- | --- | --- | --- | --- | --- | --- | --- |
| 1   | Ingo Hoffmann           | 1   | 1   | 6   | 1   | 1   | 1   | 12  | 6   | 3   | 3   | 1   | 5   | 3   | Ret | 1   | 3   | 1   | 3   | 1   | 2   | 195 |
| 2   | Paulo Gomes             | 4   | 4   | 1   | 8   | 4   | 2   | 1   | 7   | 1   | 1   | 8   | 1   | 1   | 1   | Ret | 1   | NC  | 7   | 2   | 1   | 120 |
| 3   | Xandy Negrão            | 5   | 6   | 2   | 4   | 12  | 6   | 2   | 1   | 4   | 7   | Ret | Ret | 8   | 2   | 8   | 7   | 5   | 1   | NC  | 3   | 118 |
| 4   | Chico Serra             | 7   | 9   | 3   | 2   | 10  | 15† | 4   | 4   | 5   | 4   | NC  | 8   | 9   | 7   | 3   | 5   | 2   | 2   | 15  | 5   | 90  |
| 5   | Adalberto Jardim        | Ret | 13  | NC  | 14  | 2   | 3   | 11  | 3   | 22  | 22  | Ret | 12  | 2   | 6   | 2   | 6   | Ret | 9   | 3   | Ret | 86  |
| 6   | Fábio Sotto Mayor       | NC  | 5   | 5   | 13  | 8   | 4   | 3   | 18  | 6   | 2   | 2   | 7   | 11  | 8   | 6   | 2   | Ret | 4   | NC  | Ret | 83  |
| 7   | Carlos Augusto Falletti | 3   | 2   | 4   | 3   | Ret | DNS | 13  | Ret | 13  | 14  | 4   | 6   | 7   | 3   | 5   | 4   | 3   | 11  | NC  | 13  | 79  |
| 8   | Carlos Alves            | 2   | 3   | 7   | 7   | 3   | Ret | 16  | 12  | Ret | 11  | Ret | 11  | 6   | 4   | 13  | 16  | NC  | Ret | NC  | 8   | 74  |
| 9   | Alessandro Weiss        | 16  | 12  | 11  | Ret | 5   | DSQ | 14  | 11  | 2   | 8   | 6   | 3   | 4   | 5   | 7   | 8   | 19  | 12  | Ret | Ret | 62  |
| 10  | Danielli Molinari       | Ret | 11  | Ret | 12  | 7   | 16  | 7   | 2   | 15  | 12  | Ret | 22  | NC  | 18† | 4   | 18  | 18  | 10  | 8   | 10  | 56  |
| 11  | José Valentini          | 6   | 10  | 9   | 5   | 14  | Ret | 5   | Ret | 8   | 6   | 5   | 2   | Ret | DNS | 16  | 9   | 8   | 5   | 7   | 6   | 55  |
| 12  | Rodney Felicio          | 10  | 14  | 13  | 6   | Ret | DNS | NC  | 5   | 12  | 5   | 3   | Ret | 12  | 10  | 12  | 12  | 17  | Ret | 4   | 4   | 54  |
| 13  | Ricardo Etchenique      | 15  | 15  | 8   | 10  | 6   | 5   | NC  | 9   | 11  | 13  | Ret | 13  | 5   | Ret | 22† | 17  | 15  | 6   | Ret | 21  | 41  |
| 14  | José Fernando Parra     | 9   | 8   | 15  | 15  | 21  | 8   | 8   | 19† | 7   | 10  | 9   | 9   | 13  | 12  | 10  | 11  | 4   | 8   | 5   | 11  | 40  |
| 15  | Ariel Barranco          | 8   | 7   | 10  | 9   | 13  | 10  | DSQ | 17† | 10  | 15  | 7   | 4   | 14  | 13  | 14  | 15  | Ret | 15  | 9   | 9   | 35  |
| 16  | Ana Mello               | 12  | 16  | 14  | 11  | 11  | 7   | 6   | Ret | 16  | 16  | 11  | 14  | 20  | 11  | NC  | 19  | 7   | Ret | 11  | 7   | 32  |
| 17  | Laércio Justino         |     |     |     |     |     |     |     |     |     |     |     |     | 18  | 15  | 18  | 22  |     |     | 6   | Ret | 27  |
| 18  | Carlos Cunha            | Ret | 20  | 12  | 16  | 16  | 13† | Ret | DNS | 9   | 9   | 17  | 15  | 10  | 9   | 9   | 13  | 6   | 16  | 12  | 12  | 26  |
| 19  | Newton Grillo           |     |     |     |     |     |     | 10  | 8   |     |     |     |     |     |     |     |     |     |     | DNS | 14  | 22  |
| 20  | Flávio Trindade         | 11  | 19  | 16  | 21  |     |     | 9   | Ret | 17  | 19  | 13  | 19  | 15  | Ret | 11  | 10  | 9   | 13  | 10  | DNS | 21  |
| 21  | Fausto Camacho          |     |     |     |     | 9   | 9   | 18  | Ret | 14  | 23  |     |     | DSQ | Ret |     |     |     |     | 13  | DNS | 21  |
| 22  | Carlos Tigueis          |     |     |     |     | 18  | Ret |     |     | 19  | 17  | 10  | 10  |     |     | 21  | 23  |     |     | DSQ | Ret | 18  |
| 23  | José Campanella         | 20† | 18  | Ret | Ret | Ret | Ret | 15  | 10  | Ret | 20  | Ret | 21  | 17  | 16  | 20  | Ret | 12  | 22  | 16  | Ret | 17  |
| 24  | Pietro Garniero         | 17  | 17  | 17  | 17  | 20  | 14  | Ret | 13  | 21† | Ret | 14  | 18  | Ret | DNS | Ret | 21  | 10  | 20  | Ret | DNS | 13  |
| 25  | José Bel Camilo         | 19† | DNS | Ret | 22† | 15  | 12  | 19  | 16  | 18  | 18  | Ret | DNS |     |     |     |     | 11  | 21  | Ret | DNS | 12  |
| 26  | Fausto Bessa            | 14  | 22  | 18  | 20  | 17  | 11  | Ret | Ret | Ret | 24  | 15  | 17  | 19  | 17† | 19  | 24  | 16  | 23† | 14  | 15  | 10  |
| 27  | Afonso Rangel           |     |     |     |     |     |     |     |     |     |     | 12  | 16  |     |     |     |     |     |     | Ret | 16  | 8   |
| 28  | Arioldo Castilho        |     |     |     |     |     |     |     |     |     |     |     |     |     |     | 17  | 20  | 13  | 14  |     |     | 5   |
| 29  | Edgar Colamarino        | 13  | 23  | 19† | 19  | 22† | 17† | 17  | 15  | 20  | 21  | 16  | 20  |     |     |     |     | Ret | 24  | Ret | 17  | 5   |
| 30  | Cristiano Tock          |     |     |     |     |     |     |     |     |     |     |     |     | 16  | 14  |     |     |     |     |     |     | 2   |
| 31  | Jared Wilson            |     |     |     |     |     |     |     |     |     |     |     |     |     |     |     |     | 14  | 17  |     |     | 2   |
| 32  | Gustavo Checher         |     |     |     |     |     |     | Ret | 14  |     |     |     |     |     |     |     |     |     |     |     | 18  | 2   |
| 33  | Maurício Lobatto        |     |     |     |     |     |     |     |     |     |     |     |     |     |     |     |     |     |     | 17  | 19  | 0   |
| 34  | Carlos Girolla          | 18  | 21  | Ret | 18  | 19  | Ret |     |     |     |     |     |     |     |     |     |     |     |     |     |     | 0   |
| 35  | César Fonseca           |     |     |     |     |     |     |     |     |     |     |     |     |     |     |     |     | NC  | 18  |     |     | 0   |
| 36  | Fernando Giordano       |     |     |     |     |     |     |     |     |     |     |     |     |     |     |     |     | Ret | 19  |     |     | 0   |
| 37  | Rodrigo Detillo         |     |     |     |     |     |     |     |     |     |     |     |     |     |     |     |     |     |     | DSQ | 20  | 0   |
| 38  | Marcelo Romani          |     |     |     |     |     |     |     |     |     |     |     |     |     |     | Ret | NC  |     |     |     |     | 0   |
| 39  | Khayan Ghazzaoui        |     |     |     |     |     |     |     |     |     |     |     |     |     |     | 15  | 14  |     |     | Ret | DNS | 0   |
| 40  | Pablo Marçal            |     |     |     |     |     |     |     |     |     |     |     |     |     |     | Ret | Ret |     |     |     |     | 0   |
| Pos | Piloto                  | CTB | CTB | SPO | SPO | VIA | VIA | GOI | GOI | RJO | RJO | SPO | SPO | BSB | BSB | CTB | CTB | GOI | GOI | SPO | SPO | Pts |

| Cor      | Resultado            |
| -------- | -------------------- |
| Ouro     | Vencedor             |
| Prata    | 2º lugar             |
| Bronze   | 3º lugar             |
| Verde    | Terminou, nos pontos |
| Azul     | Terminou, sem pontos |
| Púrpura  | Retirou-se (Ret)     |
| Vermelho | Não qualificado (NQ) |
| Preto    | Desqualificado (DSQ) |
| Branco   | Não largou (NL)      |
| Sem cor  | Não participou (NP)  |
| Sem cor  | Lesionado (Les)      |
| Sem cor  | Excluído (EX)        |